# Петриня
Петриня (хорв. Petrinja) — місто в центральній Хорватії, найбільше в історичній області Бановина, адміністративно належить до Сисацько-Мославинської жупанії. Розташоване приблизно за 13 км на південний захід від Сисака i 60 км на південний схід від Загреба, при впадінні річечки Петриньчиці в Купу. Населення міста становить 15 683 особи, тоді як муніципалітет Петриня загалом налічує 24 671 жителів (перепис 2011).

## Історія

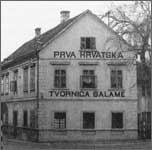
Будинок фірми «Гаврилович»

Назва Петриня сягає своїм корінням латинського слова petrus, що значить «камінь». За переказами, місто існувало в римську добу в районі кряжу Зринська Гора, який дуже багатий на каміння.
Перший писемний слід Петрині як населеного пункту — це згадка про пільги, надані жителям Петрині славонським герцогом Коломаном у 1240 році. Середньовічна Петриня була розташована за кілька кілометрів на південь від сучасного міста на території села Ябуковец. Це село було зруйновано турками, які збудували новий форт над гирлом річки Петриньчиці, яка впадає в Купу. 
10 серпня 1594 р. фортецю було вперше звільнено хорватською армією. Таким чином, 10 серпня став днем подяки Богові і св. Лаврентію, а цього святого було обрано покровителем парафії та міста Петриня. Після вигнання турків на цьому місці виростає нова Петриня як значний військовий і торговельний центр у межах Військового порубіжжя. Місто дедалі частіше стає місцем масового поселення ремісників і купців, чия поява знаменує початок розвитку міста. 
У ХХ столітті важливість Петрині слабне на користь сусіднього Сисака, який мав краще транспортне положення, і його раніше охопила індустріалізація. Проте Петриня донині зберігає місцеве значення як центр Бановини. 
Після Другої світової війни посилюється економічне зростання міста (особливо м'ясної промисловості — фірма «Гаврилович») та значно збільшується чисельність жителів Петрині (з 6000 мешканців у 1948 році до майже 19000 у 1991). Це також призводить до зміни етнічної структури: Петриня стає з майже виключно хорватського міста двоетнічним із приблизно однаковою часткою хорватів та сербів. 
Хорватська війна сильно спустошила місто — причиною цьому стали бої на початковому етапі війни, а особливо подальша сербська окупація у вересні 1991 року. Місто було визволено 6 серпня 1995 року внаслідок операції «Буря».
28 грудня 2020 року в місті стався землетрус магнітудою 5,0 балів, а 29 грудня — силою 6,4 бала. За словами мера Петрині, внаслідок цього зруйновано майже половину міста.

## Населення
Населення громади за даними перепису 2011 року становило 24671 осіб, 8 з яких назвали рідною українську мову. Населення самого міста становило 15683 осіб.
Динаміка чисельності населення громади:
Динаміка чисельності населення міста:

## Населені пункти
Крім міста Петриня, до громади також входять: 
- Беговичі
- Бієлник
- Блиня
- Брест-Покупський
- Цепелиш
- Чунтич
- Деановичі
- Додоші
- Доня Бачуга
- Доня Будичина
- Доня Млинога
- Доня Пастуша
- Донє Мокриці
- Драготинці
- Думаче
- Глинська Поляна
- Гора
- Горня Бачуга
- Горня Млинога
- Горня Пастуша
- Горнє Мокриці
- Грабер'є
- Грабоваць-Банський
- Храстовиця
- Хрватський Чунтич
- Ябуковаць
- Йошавиця
- Клинаць
- Кралєвчани
- Криж-Храстовацький
- Лущани
- Мачково Село
- Мала Гориця
- Меджураче
- Міочиновичі
- Мощениця
- Моштаниця
- Небоян
- Нова Дренчина
- Новий Фаркашич
- Ново Селише
- Пецький
- Петковаць
- Прнявор Чунтицький
- Сибич
- Слана
- Среднє Мокриці
- Страшник
- Стражбениця
- Таборище
- Тремушняк
- Великий Сушняр
- Вратецько
- Жупич

## Клімат
Середня річна температура становить 11,10°C, середня максимальна – 25,36°C, а середня мінімальна – -5,48°C. Середня річна кількість опадів – 943 мм.
| Клімат міста                                  | Клімат міста | Клімат міста | Клімат міста | Клімат міста | Клімат міста | Клімат міста | Клімат міста | Клімат міста | Клімат міста | Клімат міста | Клімат міста | Клімат міста | Клімат міста |
| Показник                                      | Січ.         | Лют.         | Бер.         | Квіт.        | Трав.        | Черв.        | Лип.         | Серп.        | Вер.         | Жовт.        | Лист.        | Груд.        |              |
| Середній максимум, °C                         | 6,78         | 8,50         | 12,99        | 17,43        | 22,24        | 25,36        | 24,36        | 23,60        | 19,88        | 14,88        | 9,54         | 5,29         |              |
| Середня температура, °C                       | 0,65         | 2,37         | 6,84         | 11,29        | 16,10        | 19,22        | 20,90        | 20,13        | 16,41        | 11,40        | 6,08         | 1,81         |              |
| Середній мінімум, °C                          | −5,48        | −3,78        | 0,72         | 5,14         | 9,96         | 13,09        | 17,45        | 16,65        | 12,94        | 7,94         | 2,61         | −1,65        |              |
| Норма опадів, мм                              | 58           | 56           | 64           | 76           | 82           | 93           | 84           | 88           | 86           | 89           | 94           | 73           |              |
| Середньомісячна швидкість вітру, м/с          | 1.72         | 1.90         | 2.30         | 2.20         | 2.00         | 1.89         | 1.80         | 1.70         | 1.66         | 1.71         | 1.80         | 1.80         |              |
| Середньомісячна сонячна радіація, кДж/м²·день | 4251         | 7011         | 10696        | 15177        | 19372        | 21384        | 22495        | 19515        | 14480        | 8953         | 4743         | 3471         |              |
| --------------------------------------------- | ------------ | ------------ | ------------ | ------------ | ------------ | ------------ | ------------ | ------------ | ------------ | ------------ | ------------ | ------------ | ------------ |
| Джерело:                                      |              |              |              |              |              |              |              |              |              |              |              |              |              |